# تلسکوپ خورشیدی دانیل ک اینوی
تلسکوپ خورشیدی دانیل ک اینوی (به انگلیسی: Daniel K. Inouye Solar Telescope) یا (DKIST) یک مرکز علمی برای مطالعه و بررسی خورشید در رصدخانه هالیکالا در جزیره مائوئی هاوایی است. این تلسکوپ تا سال ۲۰۱۳ به عنوان تلسکوپ خورشیدی پیشرفته فناوری (ATST) شناخته شده بود، و از آن زمان به بعد به نام دانیل ک اینوی، سناتور ایالات متحده در هاوایی نامگذاری شد. این بزرگترین تلسکوپ خورشیدی جهان با دیافراگم ۴ متری است.
تصویرهای آزمایشی این تلسکوپ در ژانویهٔ سال ۲۰۲۰ منتشر شد. رصدهای روزمره علمی پس از اتمام ساخت و ساز در ژوئیه سال ۲۰۲۰ آغاز می‌شود. هزینه‌های (DKIST) توسط بنیاد ملی علوم تأمین می‌شود و توسط رصدخانه ملی خورشیدی اداره می‌شود. (DKIST) کانون همکاری مؤسسات تحقیقاتی متعددی است.
DKIST می‌تواند خورشید را در طول موج‌های مرئی تا فروسرخ نزدیک به قابل رویت مشاهده کند و دارای یک آینه اصلی ۴٫۲۴ متری در پیکربندی خارج از محور تلسکوپ گرگوری است که دیافراگم ۴ متری روشن و بدون مانع را ارائه می‌دهد.